# Steirastoma acutipenne
Steirastoma acutipenne är en skalbaggsart som beskrevs av Sallé 1856. Steirastoma acutipenne ingår i släktet Steirastoma och familjen långhorningar.
Artens utbredningsområde är Haiti. Inga underarter finns listade i Catalogue of Life.